# كوكال غابوني
كوكال غابوني (الاسم العلمي: Centropus anselli) (بالإنجليزية: Gabon Coucal)‏ هو نوع من الطيور يتبع جنس الكوكال من فصيلة طيور الوقواق.